# Charlie Hunnam
Charlie Hunnam (anglès: Charles Matthew Hunnam)  (Newcastle upon Tyne, 10 d'abril de 1980) Charles Matthew "Charlie" Hunnam, és un actor i guionista de cinema i televisió britànic.
Va saltar a la fama a nivell internacional pel seu paper protagonista de Jax Teller, en la sèrie de televisió americana Sons of Anarchy, paper que va estar interpretant durant gairebé 7 anys. En la pantalla gran ha destacat, entre d'altres, pel seu paper protagonista en els llargmetratges americans Pacific Rim (2013), The Lost City of Z (2017) i King Arthur: Legend of the Sword (2017).

## Biografia
Nascut a Newcastle, Anglaterra, el 10 d'abril de 1980. El seu pare, William Hunnam -mort en 2013-, era un venedor de ferralla que es va anar de la casa quan Charlie tenia 2 anys. La seva mare és Jane Hunnam, una ballarina de ballet. Té un germà major anomenat William i dos mig germans més jóvens. És de descendència escocesa i irlandesa. Una de les seves àvies pintava retrats. Hunnam esta diagnosticat amb dislèxia, el que li dificulta la comprensió lectora i l'escriptura i pateix de misofobia, por als gèrmens i la brutícia en general. Durant la seva adolescència, jugava a rugbi i es barallava amb els seus companys de classe, pel que va acabar expulsat de l'institut Queen Elizabeth Grammar School de Penrith, el que el va obligar a estudiar i ha realitzar els exàmens des de la seva casa. Després d'això, en lloc d'anar a la Universitat, va decidir anar a l'Institut d'Art de Carlisle a Cumbria, per estudiar Arts Escèniques, on va aprendre la Teoria i la Història del Cinema, amb la idea d'escriure i dirigir les seves pròpies pel·lícules.
Quan era petit, una de les coses que més desitjava tenir, ja que eren populars a la seva escola i entre els seus amics, eren les mítiques sabatilles Nike Air Max dels anys 90s. Però donat al fet que provenia del si d'una família pobra, no va poder tenir mai unes. Així que quan va complir els 25 anys, amb els diners de les seves primeres interpretacions en la pantalla petita, es va comprar 85 parells d'aquestes sabatilles. Temps després, es va adonar que era un caprici sense sentit, i va decidir regalar-als seus amics i a donar-les a caritat.
Amb una alçada d'1,85 cm, ha modelat en diverses ocasions; a l'edat de 16 va modelar per a la marca de gelats Wall 's, va ser la cara de la campanya publicitària d'Emporio Armani a l'any 2005 i va protagonitzar l'espot publicitari de la fragància "Reveal" de Calvin Klein juntament amb la model Doutzen Kroes. En 2005 va sortir número 9 en el top 100 dels homes més atractius segons la revista Elle.
Cada any, a la vigília de Cap d'Any, Hunnam ha creat la seva pròpia tradició nadalenca. Doncs tendeix a anar a dormir d'hora i aixecar-se quan encara no s'ha fet de dia, i conduir fins a algun lloc bonic durant un parell d'hores, quan les carreteres encara estan solitàries, i durant aquest temps, analitza tot el que ha passat durant l'any que acaba. Hunnam viu amb la seva parella en una granja, apartat de les grans ciutats, on té el seu propi hort ecològic i té cura animals de granja. Durant el rodatge de Sons of Anarchy portava als set de rodatge, els ous de les seves pròpies gallines, per compartir-los amb els altres membres de l'elenc.
Després mudar-se a Los Angeles el 1998, amb 18 anys, Hunnam va conèixer i es va casar amb l'actriu Katharine Towne, filla del guionista Robert Towne, tres setmanes després de conèixer en el set de Dawson 's Creek el 1998. Es van divorciar en 2002. També ha tingut altres parelles, com l'actriu Rashida Jones en 2006, amb la productora de cinema Georgina Towns' el 2005, amb l'actriu Stella Parker al 2003 i amb la model anglesa Sophie Dahl en 2002.
Manté una relació amb la dissenyadora de joies Morgana McNelis, a qui va conèixer el 2007, i ell porta un anell que ella li va donar. La peça porta inscrita la frase "I love you Endlessly" (t'estimo infinitament).
Actualment té llars a Hollywood Hills de Los Angeles, Londres i Boston.

## Filmografia

### Cinema
| Cinema | Cinema                             | Cinema                     | Cinema             |
| Any    | Pel·lícula                         | Personatge                 | Director           |
| ------ | ---------------------------------- | -------------------------- | ------------------ |
| 1999   | Whatever Happened to Harold Smith? | Daz                        | Peter Hewitt       |
| 2002   | Nicholas Nickleby                  | Nicholas Nickleby          | Douglas McGrath    |
| 2002   | Abandon                            | Embry Larkin               | Stephen Gaghan     |
| 2003   | Cold Mountain                      | Bosie                      | Anthony Minghella  |
| 2005   | Green Street Hooligans             | Pete Dunham                | Lexi Alexander     |
| 2006   | Children of Men                    | Patrick                    | Alfonso Cuarón     |
| 2010   | The Last Full Measure              | William H. Pitsenbarger    | Todd Robinson      |
| 2011   | The Ledge                          | Gavin Nichols              | Matthew Chapman    |
| 2012   | 3, 2, 1... Frankie Go Boom         | Frankie                    | Jordan Roberts     |
| 2012   | Deadfall                           | Jay                        | Stefan Ruzowitzky  |
| 2013   | Pacific Rim                        | Raleigh Becket             | Guillermo del Toro |
| 2015   | Crimson Peak                       | Dr. Alan McMichael         | Guillermo del Toro |
| 2017   | King Arthur: Legend of the Sword   | Rei Artús                  | Guy Ritchie        |
| 2017   | The Lost City of Z                 | Percy Fawcett              | James Gray         |
| 2018   | Papillon                           | Henri 'Papillon' Charrière | Michael Noer       |
| 2019   | A Million Little Pieces            | Bob Frey, Jr.              | Sam Taylor-Johnson |
| 2019   | Triple Frontier                    | William Miller             | J. C. Chandor      |
| 2019   | Jungleland                         | Stanley                    | Max Winkler        |
| 2019   | The True History of the Kelly Gang |                            | Justin Kurzel      |
| 2020   | Waldo                              | Charlie Waldo              | Tim Kirkby         |
| 2020   | The Gentlemen                      | Ray                        | Guy Ritchie        |

### Televisió
| Televisió | Televisió         | Televisió                                   | Televisió                 |
| Any       | Títol             | Personatge                                  | Categoria                 |
| --------- | ----------------- | ------------------------------------------- | ------------------------- |
| 1998      | Byker Grove       | Jason Chuckle                               | Serie de TV - 3 episodis  |
| 1999      | My Wonderful Life | Wes                                         | Serie de TV               |
| 1999-2000 | Queer as Folk     | Nathan Maloney                              | Serie de TV - 10 episodis |
| 1999      | Microsoap         | Brad                                        | Serie de TV - 1 episodi   |
| 2000      | Young Americans   | Gregor Ryder                                | Serie de TV - 3 episodis  |
| 2001-2002 | Undeclared        | Lloyd Haythe                                | Serie de TV - 17 episodis |
| 2008-2014 | Sons of Anarchy   | Jackson "Jax" Teller - personatge principal | Serie de TV - 92 episodis |